# Tower defense

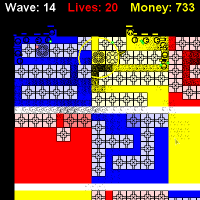
GauntNet - gra typu tower defense

Tower defense – jeden z typów strategicznych gier czasu rzeczywistego. Zadaniem gracza jest powstrzymywanie kolejnych fal przeciwników poprzez stawianie wież obronnych czy też utrudnień na drodze, po której się oni poruszają. W większości tego typu gier występuje wiele rodzajów wież, które mają różne zdolności i można je ulepszać.
Przeciwnicy zazwyczaj poruszają po określonej, najczęściej zawiłej, drodze, wzdłuż której rozstawiane są wieże gracza, jednak w niektórych grach odchodzi się od tego i przeciwnicy nie mają wytyczonej jedynej trasy, po której się poruszają.

## Pochodzenie
Korzeni upatruje się w wydanej w 1990 roku przez Atari grze Ramparts. W dziele tym zadaniem gracza była obrona zamku przed nacierającymi wrogami za pomocą broni zainstalowanej w zamku. 
Pierwszymi nowoczesnymi grami, które zawierały elementy tower defense, były mapy stworzone przez użytkowników do takich gier jak Warcraft III: Reign of Chaos czy Age of Empires.

## Popularność
W dzisiejszych czasach wiele gier tego typu tworzonych jest w programie Adobe Flash przez pojedynczych programistów lub niewielkie grupy entuzjastów. Są one bardzo popularne. Jednymi z najbardziej znanych gier tego typu stworzonych w technologii flash są Desktop Tower Defense, Kingdom Rush czy trzy części Gemcrafta.
Zainteresowanie tym rodzajem gier przyciągnęło uwagę także większych deweloperów, co zaowocowało stworzeniem m.in. gier PixelJunk Monsters, Savage Moon i Comet Crash na PlayStation 3 czy Defense Grid na Xboksa 360 i PC.
Gry z tego gatunku stają się coraz bardziej zaawansowane technicznie i bardziej rozbudowane, czego przykładem są: Orcs Must Die!, Defender's Quest, Oil Rush czy Dungeon Defenders.

## Tower offense
Tower offense (inaczej: odwrócone tower defense, tower attack) to gatunek reprezentowany m.in. przez grę Anomaly: Warzone Earth, w którym zadaniem gracza jest dowodzenie jednostkami tak, aby zniszczyć wrogie wieże.